# 대한여자기독교청년회연합회
한국YWCA연합회(Young Women's Christian Association of Korea)는 대한민국에서 조직된 기독교 민간단체 기독교여자청년회를 망라한 청년운동 및 여성운동 단체이다. 한국YWCA라고도 부른다.

## 개요
기독교여자청년회는 본래 영국에서 19세기 중반 산업 혁명 중에 사회참여로 기독교 신앙을 드러낸 근대 복음주의 기독교인들의 전통에 따라 결성되어, 이후 세계 각 지역으로 확대되었다. 한국에서는 일제강점기인 1922년에 조선여자기독교청년회연합회라는 이름으로 출범했다. 이 단체의 결성을 주도한 인물은 기독교 계열의 여성 지식인들인 김활란, 김필례, 유각경 등이었다.
1924년에는 세계 YWCA에 정식으로 가입하였고, 지방 지부 및 학교 지부를 결성해 조직을 확대했다. 초기에는 강연회와 성서 공부, 야학 운영 등 여성 교육활동에 집중하다가, 차츰 문맹퇴치 운동, 국산품 장려 운동이나 금주·, 금연 운동, 공창 폐지 운동, 조혼 폐지 운동 등으로 확장되어 나갔다. 초기 조직에서는 심훈의 계몽소설 《상록수》의 주인공 채영신의 모델이 된 최용신이 유명하다. 감리교회 전도사인 최용신은 조선YWCA 파견으로 샘골마을(현재 경기도 안산시 본오동)에서 어린이들을 대상으로 성서, 한글, 수예 등을 가르치는 사회선교활동을 하였으며, 일본유학 중에 병으로 별세했다.
일제강점기 말기에 일본 조직과 합쳐지며 폐쇄되었다가 1946년 미군정 하에서 김활란의 주도로 재건되었다. 1997년 채택된 한국 YWCA의 목적문에 따르면, 단체의 목적은 "젊은 여성들이 하나님을 창조와 역사의 주인으로 믿으며 인류는 하나님 안에서 한 형제자매임을 인정하고 예수 그리스도의 가르침을 자기 삶에 실천함으로써 정의, 평화, 창조질서의 보전이 이루어지는 세상을 건설"하는 것이다.
소비자 운동과 여성노동자 직업개발 프로그램 마련, 직업 안내, 장애인 편의시설 제공, 환경운동, 폭력추방 운동, 여성지도자 양성, 각종 봉사활동을 벌여 왔다. 본부는 서울 중구 명륜동에 있다. 2007년을 기준으로 전국에 56개 지부, 회원 9만여 명을 거느려 대한민국 내 최대의 여성 조직이자 기독교 여성운동의 대명사로 불린다.
그러나 인터넷 상에서는 만화에 대한 공개 화형식으로 인해 이미지가 매우 좋지 않다.

## 연혁
- 1922년 : 조선여자기독교청년회연합회 창립
- 1924년 : 세계 YWCA 가입
- 1941년 : 일본여자기독교청년회연합회에 흡수 통합
- 1946년 : 대한여자기독교청년회연합회로 재건
- 1947년 : 기관지 《한국 YWCA》 창간
- 1997년 : 목적문 채택

## 기타
- 한국기독교총연합회, 한국교회연합에는 가입 안 했고, 한국기독교교회협의회에만 가입했다.

## 같이 보기
- 기독교여자청년회
- 대한기독교청년회연맹